# Unie českých pěveckých sborů
Unie českých pěveckých sborů je zastřešující organizace pro sborový zpěv v České republice založená roku 1969. Sdružuje pěvecké sbory po celém území republiky a zastupuje české sborové hnutí. Zaměřuje se zejména na podporu estetické výchovy a sborového zpěvu dětí a mládeže. Pořádá a spolupořádá sborové festivaly, soutěže a koncerty. Uděluje národní a regionální sbormistrovská a sborová ocenění (mj. Cenu Bedřicha Smetany, Cenu Františka Lýska, Cenu Ferdinanda Vacha). Poskytuje informační servis, který zahrnuje specializovaný časopis CANTUS, informační portál České-sbory.cz, roční kalendář sborových aktivit Sborový život a vlastní notový archiv.